# Acétone azine
L'acétone azine est un composé organique de formule semi-développée (CH3)2C=N-N=C(CH3)2. C'est la plus simple cétazine. Elle est un intermédiaire dans certains procédés de fabrication d'hydrazine.

## Synthèse
L'acétone azine peut être préparé à partir de l'acétone et de l'hydrazine selon la méthode classique de préparation des azines:
2 (CH3)2CO  +  N2H4  →  2 H2O  +  [(CH3)2C=N]2
Elle peut également être produit à partir de l'acétone, d'ammoniac (2 éq.) et de peroxyde d'hydrogène (1 éq.). La première étape est la formation d'acétone imine Me2C=NH (2 éq.). Celle-ci est ensuite oxydée par le peroxyde d'hydrogène à travers un mécanisme complexe pour donner la 3,3-diméthyloxaziridine qui réagit avec une autre molécule d'ammoniac pour produire de l'acétone hydrazone. L'hydrazone se condense ensuite avec une autre molécule d'acétone pour produire la cétazine. L'acétone azine produite est extraite par distillation du mélange réactionnel sous forme de son azéotrope avec l'eau (n(H2O) / n(azine) ≈ 6).

## Utilisation
L'acétone azine peut être utilisée pour préparer l'acétone-hydrazone et le 2-diazopropane:
L'hydrazine peut être produit par hydrolyse de l'acétone azine et catalyse acide ce qui correspond à la réaction inverse de formation de la cétazine à partir de l'hydrazine :
2 H2O  +  [(CH3)2C=N]2 → 2 (CH3)2CO  +  N2H4